# Primula angustifolia
Primula angustifolia är en viveväxtart som beskrevs av John Torrey. Primula angustifolia ingår i släktet vivor, och familjen viveväxter. Inga underarter finns listade i Catalogue of Life.